# 摩登彎貝介
摩登彎貝介（学名：Loxoconcha pendulosa）为彎貝介科彎貝介屬下的一个种。